# Sønder Jernløse Sogn
Sønder Jernløse Sogn 
ist eine Kirchspielsgemeinde (dän.: Sogn)
auf der Insel Sjælland im südlichen Dänemark.
Bis 1970 gehörte sie zur Harde Merløse Herred im damaligen Holbæk Amt, danach zur Jernløse Kommune im Vestsjællands Amt, die im Zuge der  Kommunalreform zum 1. Januar 2007 in der Holbæk Kommune in der Region Sjælland aufgegangen ist.
Im Kirchspiel leben 691 Einwohner, davon 273 im Kirchdorf (Stand: 1. Januar 2023).
Im Kirchspiel liegt die Kirche „Sønder Jernløse Kirke“.
Nachbargemeinden sind im Norden Nørre Jernløse Sogn, im Osten Kvanløse Sogn, im Süden Undløse-Søndersted Sogn, im Westen Skamstrup-Frydendal Sogn und im Nordwesten Stigs Bjergby-Mørkøv Sogn.